# Miraklet (1944)
Miraklet (originaltitel: The Miracle of Morgan's Creek) är en amerikansk screwballkomedifilm från 1944 i regi, produktion och med manus av Preston Sturges. Filmen hade svensk premiär den 18 september 1944.
Manuset filmatiserades även 1958, då med titeln Alla tiders farsa (Rock-a-Bye Baby).

## Rollista
- Eddie Bracken - Norval Jones
- Betty Hutton - Trudy Kockenlocker
- Diana Lynn - Emmy Kockenlocker
- William Demarest - konstapel Kockenlocker
- Porter Hall - fredsdomare
- Emory Parnell - Hr. Tuerck
- Al Bridge - Hr. Johnson
- Julius Tannen - Hr. Rafferty
- Victor Potel - tidningsredaktören
- Brian Donlevy -  guvernör McGinty
- Akim Tamiroff - The Boss
- Bobby Watson - Adolf Hitler (ej krediterad)